# Kirklees
Kirklees è un borgo metropolitano del West Yorkshire, Inghilterra, Regno Unito, con capoluogo Huddersfield.
Il distretto fu creato con il Local Government Act, il 1º aprile 1974 dalla fusione dei precedenti borghi di Dewsbury e Huddersfield con i borghi municipali di Batley e Spenborough e con i distretti urbani di Colne Valley, Denby Dale, Heckmondwike, Holmfirth, Kirkburton, Meltham e Mirfield.

## Parrocchie civili
Le parrocchie sono:
- Denby Dale
- Holme Valley
- Kirkburton
- Meltham
- Mirfield